# 22. září
22. září je 265. den roku podle gregoriánského kalendáře (266. v přestupném roce). Do konce roku zbývá 100 dní. Svátek slaví Darina. Tohoto dne obvykle nastává podzimní rovnodennost.

## Události

### Česko
- 1575 – V Katedrále svatého Víta byl slavnostně korunován Rudolf II. z dynastie Habsburků, Maxmiliánův syn, českým králem.
- 1933 – Premiéra českého filmu Vladimíra Slavínského Madla z cihelny podle divadelní hry Olgy Scheinpflugové s Lídou Baarovou, Antonii Nedošínskou a Hugo Haasem v hlavních rolích.
- 1938
  - V ČSR se na protest proti ústupkům Německu uskutečnila generální stávka, jejímž výsledkem byl pád Hodžovy vlády a nastolení úřednické vlády vedené generálem Janem Syrovým.
  - Přepadení celnice v Hnanicích u Znojma třemi stovkami ordnerů. Celnici bránilo pouze 12 příslušníků finanční stráže a 5 členů Stráže obrany státu.
- 1964 – Vyšlo první číslo literárního časopisu Divoké víno.
- 1994 – Premiéra Goldoniho Sluhy dvou pánů v Národním divadle s Miroslavem Donutilem.
- 2002 – Městský soud v Praze osvobodil bývalé čelné představitele KSČ Milouše Jakeše a Jozefa Lenárta, obžalované z vlastizrady v roce 1968.
- 2011 – Muzikál Kat Mydlář oslavil 100. reprízu.
- 2017 – Začal první historický ročník Laver Cup 2017 v Praze, který má naději se stát každoročním turnajem Evropy proti zbytku světa.

### Svět
- 0480 př. n. l. – Bitva u Salamíny, kde řecké loďstvo zvítězilo nad perským. (datum není jisté)
- 0066 – Římský císař Nero založil římskou legii I (Legio I Italica)
- 0530 – Bonifác II. usedl na papežský stolec jako 55. papež, aby vystřídal Felixe IV. Současně byl zvolen i Dioscuros jako vzdoropapež
- 1236 – Litevci s lotyšským kmenem porazili vojsko livonského řádu v bitvě u Saule
- 1499 – Švýcarsko se stalo nezávislým státem.
- 1504 – Filip I. Kastilský uzavřel smlouvu z Blois s Maxmiliánem I. a Ludvíkem XII. o budoucí svatbě Karla V. s Klaudií Francouzskou.
- 1598 – Anglický dramatik Ben Jonson byl obviněn ze zabití po vyhraném souboji.
- 1692 – V Americe bylo pověšeno posledních osm čarodějnic během Salemského honu na čarodějnice. Celkem zemřelo 20 žen.
- 1733 – Polský král Stanislav I. Leszczyński uprchl do Gdaňska, kde marně čekal na pomoc svého zetě Ludvíka XV.
- 1784 – Ruští lovci založili svou osadu na ostrově Kodiak na Aljašce.
- 1792 – Francie zrušila monarchii, první den revolučního kalendáře zavedeného o rok později.
- 1828 – Významný africký vojevůdce a náčelník Šaka, zakladatel království Zulu, byl zavražděn vlastními bratry.
- 1870 – Wagnerova opera Rýnské zlato měla premiéru v Národním divadle v Mnichově
- 1908 – Vydána Deklarace nezávislosti Bulharska. Bulharsko bylo prohlášeno za carství a Ferdinand I. Bulharský za cara všech Bulharů.
- 1914 – Během jedné hodiny německá ponorka SM U-9 u nizozemského pobřeží potopila tři britské křižníky (Aboukir, Hogue a Cressy). Zahynulo 1459 britských námořníků.
- 1938 – Hitler se dohodl s britským premiérem Chamberlainem na nových požadavcích vůči Československu
- 1944 – Druhá světová válka: Rudá armáda vstoupila do estonského Tallinnu.
- 1975 – Sara Jane Moorová podnikla v San Francisku neúspěšný pokus o atentát na amerického prezidenta Geralda Forda. Byl to již druhý pokus v tomto měsíci.
- 1979 – Družice zaznamenaly záblesk neznámého původu nad jižním Atlantikem, patrně tajnou zkoušku jaderné zbraně.
- 1980 – Irák napadl Írán a začala irácko-íránská válka.

## Narození

### Česko

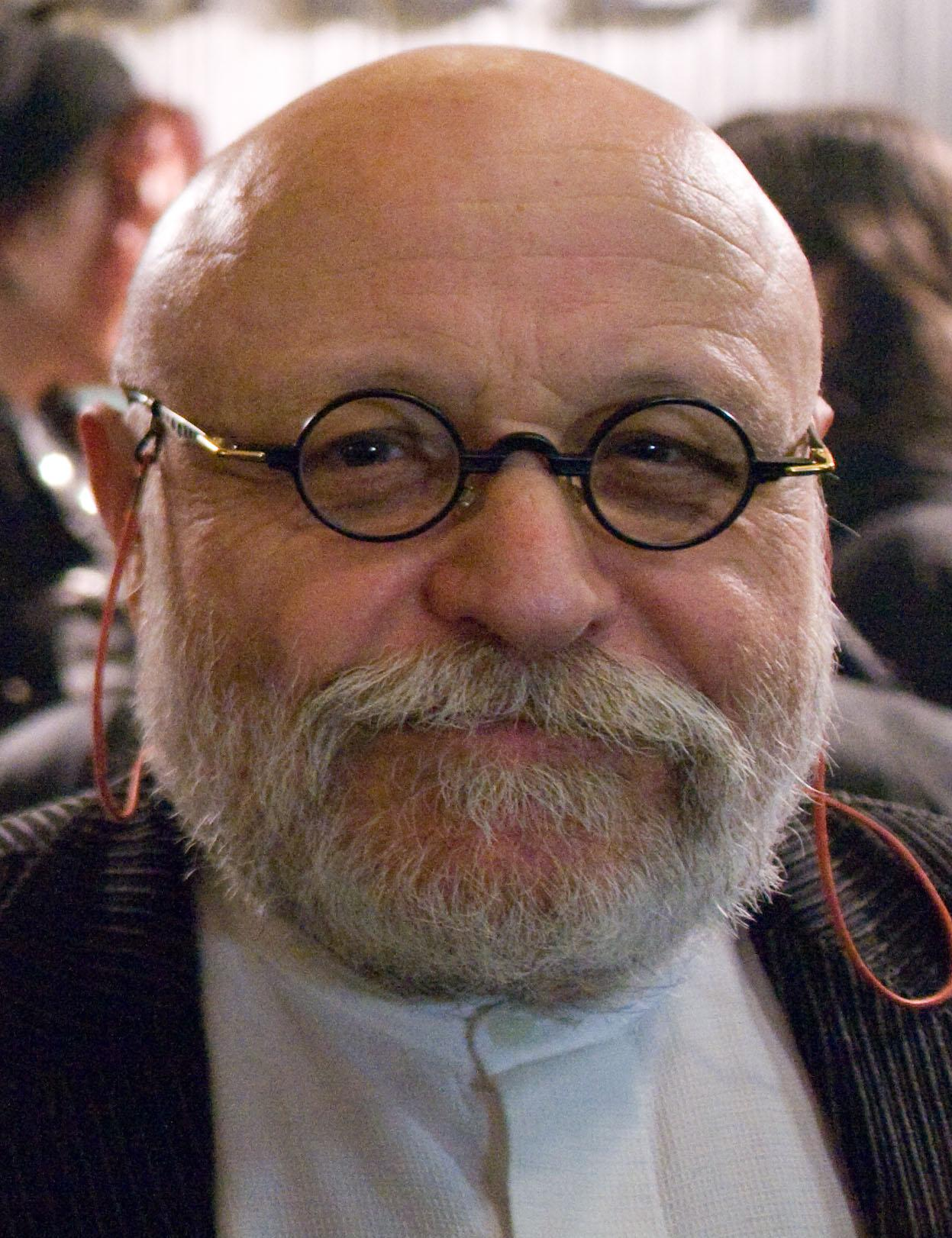
Arnošt Goldflam (* 1946)

- 1764 – Václav Urban Stuffler, brněnský katolický biskup († 24. května 1831)
- 1825 – Julius Theodor Gruss, malíř († 12. května 1865)
- 1827 – Franz Liebieg mladší, český průmyslník a politik německé národnosti († 9. prosince 1886)
- 1844 – Gustav Brosch, rakouský důstojník a polárník († 18. srpna 1924)
- 1859 – Václav Vondrák, český slavista († 13. srpna 1925)
- 1860 – Heinrich Rietsch, rakouský hudební vědec a skladatel českého původu († 12. prosince 1927)
- 1871 – Karel Dostál-Lutinov, kněz, básník a spisovatel († 29. listopadu 1923)
- 1875
  - Václav Hazuka, český religionista, teolog a asyrolog († 3. září 1947)
  - Gyula Nagy, československý politik maďarské národnosti († ?)
- 1878 – Franz Heller, československý politik německé národnosti († 1944)
- 1896 – Zdeněk Štěpánek, herec († 20. června 1968)
- 1902 – Frank Hanuš Argus, důstojník, spisovatel, překladatel a příležitostný herec († 16. září 1968)
- 1903
  - Josef Hulínský, komunistický poslanec († říjen 1961)
  - Jaroslav Šulc, spisovatel († 22. července 1977)
- 1904
  - Jaroslav Charvát, historik a archivář († 5. září 1988)
  - František Patočka, lékař a imunolog († 14. března 1985)
- 1905 – Jiří Neustupný, archeolog († 28. srpna 1981)
- 1907 – Zdeněk Šavrda, herec († 7. dubna 1982)
- 1909
  - Václav Dobiáš, hudební skladatel, pedagog, organizátor a politik († 22. května 1978)
  - Josef Rejfíř, šachista († 4. května 1962)
- 1910 – Klement Slavický, hudební skladatel († 4. září 1999)
- 1920 – Miroslav Smotlacha, chemik a popularizátor mykologie († 6. června 2007)
- 1923
  - Václav Kokštejn, československý fotbalový reprezentant († 9. května 1996)
  - Slavoj Kovařík, malíř, grafik, scénograf a básník († 26. června 2003)
- 1928 – Eva Vančurová, psycholožka a basketbalová reprezentantka
- 1931
  - Ladislav Fialka, herec-mim († 22. února 1991)
  - František Janouch, český a švédský jaderný fyzik († 12. ledna 2024)
- 1932
  - Vladimír Sadek, judaista a hebraista († 31. května 2008)
  - Antonín Rükl, astronom a selenograf († 2016)
- 1936 – Jiří Žalud, tanečník – baletní sólista
- 1937 – Tomáš Páv, fyzik a politik
- 1938 – Vladimír Plešinger, cestovatel, autor cestopisných knih, hydrogeolog († 2. prosince 2018)
- 1939 – Milan Čuda, volejbalista, stříbrný z olympiády 1964
- 1940 – Pavel Floss, český filosof, komeniolog a historik filosofie
- 1941 – Václav Duda, házenkář
- 1946 – Arnošt Goldflam, herec, dramatik, režisér, pedagog a spisovatel
- 1948 – Jan Urban, historik
- 1950 – Jiří Pelcl, architekt, designér, rektor Vysoké školy uměleckoprůmyslové v Praze
- 1953 – Jaroslav Kirchner, sportovní novinář a spisovatel
- 1959
  - Eva Slámová, amerikanistka, překladatelka z angličtiny
  - Jiří Schwarz, herec
- 1963 – Jiří Doležal, hokejový útočník a trenér
- 1973 – Dalibor Bártek, reportér České televize
- 1979 – Vojtěch Bednář, sociolog
- 1982 – Martin Netolický,  politik, hejtman Pardubického kraje, zastupitel města Česká Třebová
- 1983 – Petr Tatíček, hokejový útočník

### Svět

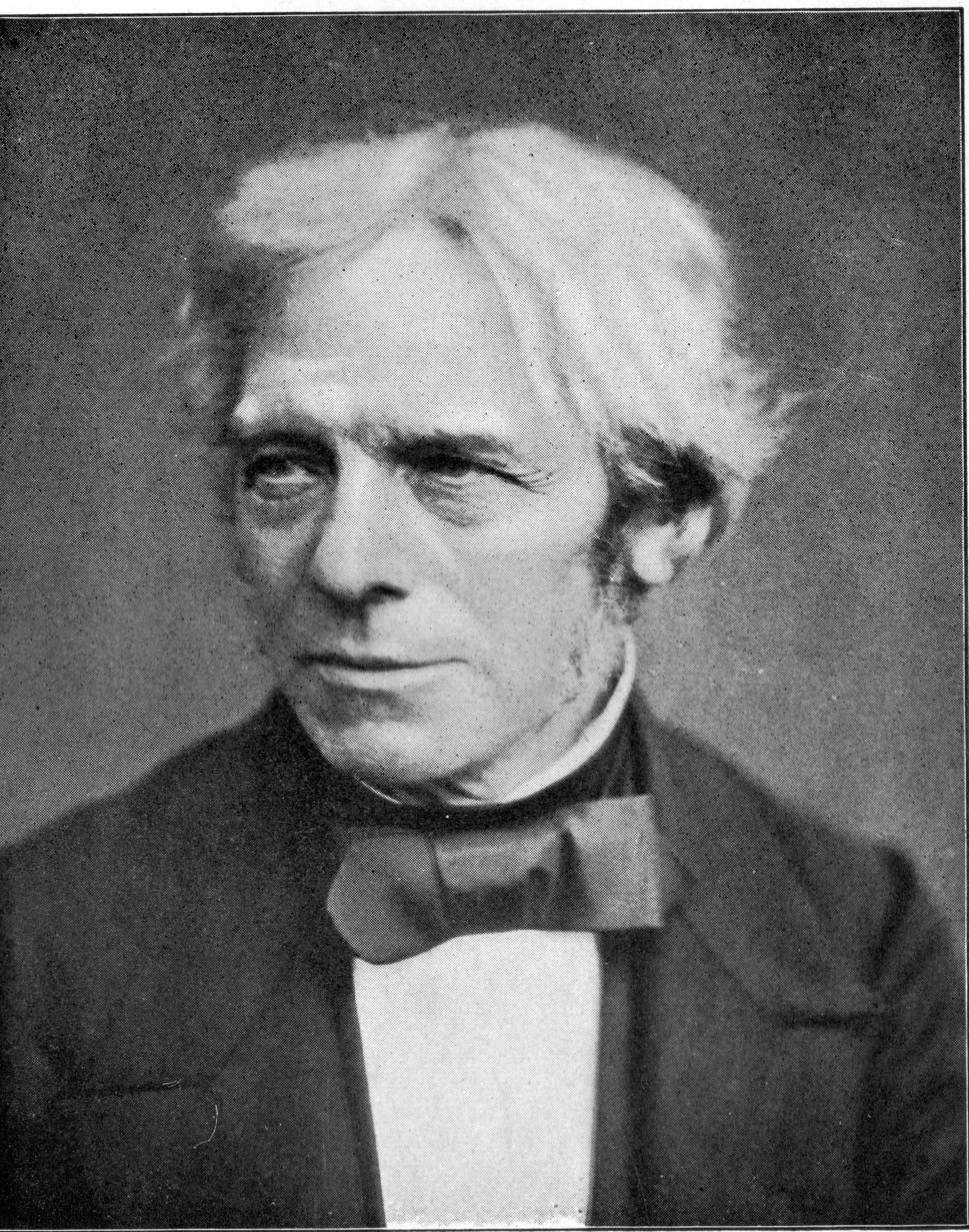
Michael Faraday († 1791)

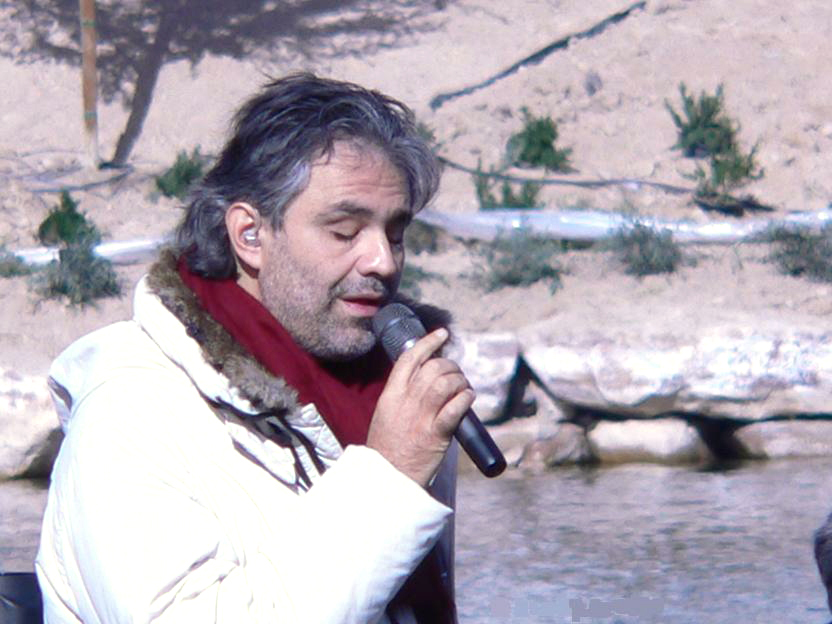
Andrea Bocelli (* 1958)

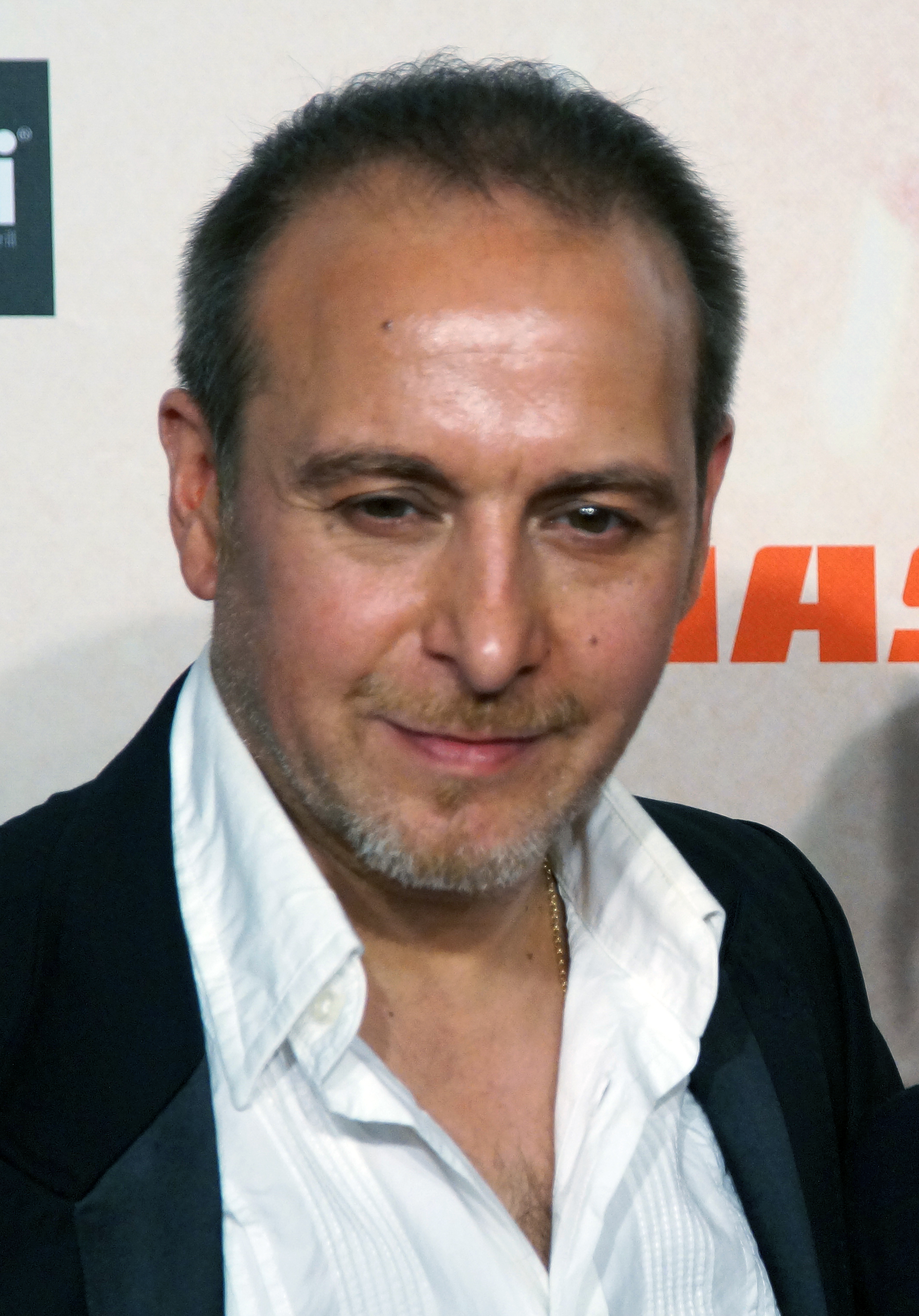
Erdoğan Atalay (´1966)

- 0130 – Claudius Galénos, římský lékař a filosof († 199)
- 1013 – Ryksa Polská, uherská královna, manželka Bély I. († 21. května 1075)
- 1515 – Anna Klevská, čtvrtá manželka Jindřicha VIII. († 16. července 1557)
- 1593 – Matthäus Merian, švýcarský rytec a nakladatel († 19. června 1650)
- 1601 – Anna Rakouská, francouzská královna a regentka († 1666)
- 1606 – Li C'-čcheng, čínský císař († 1644)
- 1637 – François Louis de Rousselet Châteaurenault, francouzský admirál († 15. listopadu 1716)
- 1683 – Michael Gottlieb Hansch, německý filozof, teolog a matematik († 1749)
- 1701 – Anna Magdalena Bachová, německá zpěvačka († 22. února 1760)
- 1704 – Fatma Sultan, osmanská princezna a dcera sultána Ahmeda III. († 4. ledna 1733)
- 1725 – Joseph Duplessis, francouzský malíř († 1. dubna 1802)
- 1741 – Peter Simon Pallas, německý zoolog a botanik († 8. září 1811)
- 1755 – Christian Kalkbrenner, německý sbormistr a skladatel († 10. srpna 1806)
- 1765 – Paolo Ruffini, italský matematik a filosof († 10. května 1822)
- 1780 – Alfréd Britský, anglický princ a syn krále Jiřího III. († 20. srpna 1782)
- 1791 – Michael Faraday, fyzik a vynálezce († 1867)
- 1811 – Michal Miloslav Hodža, slovenský národní buditel, evangelický kněz, básník, jazykovědec a štúrovec († 1870)
- 1832 – Hermann Zabel, německý botanik († 1912)
- 1835 – Leopold Hohenzollernský, otec druhého rumunského krále Ferdinanda I. († 8. června 1905)
- 1854 – Henry Theophilus Finck, americký hudební kritik († 1. října 1926)
- 1863 – Alexandre Yersin, francouzsko-švýcarský bakteriolog († 1. března 1943)
- 1870 – Charlotte Cooperová, anglická tenistka († 10. října 1966)
- 1875 – Mikalojus Konstantinas Čiurlionis, litevský hudební skladatel a malíř († 10. dubna 1911)
- 1880 – Christabel Pankhurst, britská sufražetka († 13. února 1958)
- 1885
  - Erik Gunnar Asplund, švédský architekt († 20. října 1940)
  - Ben Chifley, premiér Austrálie († 13. června 1951)
- 1890 – Frederick John Kiesler, rakousko-americký sochař, scénograf, teoretik a architekt († 27. prosince 1965)
- 1895 – Paul Muni, americký herec († 25. srpna 1967)
- 1896 – Uri Cvi Greenberg, izraelský básník, novinář a politik († 8. května 1981)
- 1898 – Robert Gordon Wasson, americký spisovatel, bankéř a amatérský biolog († 23. prosince 1986)
- 1901 – Naděžda Allilujevová, druhá žena Josifa Stalina († 9. listopadu 1932)
- 1903 – Joe Valachi, americký mafián († 3. dubna 1971)
- 1906
  - Rosa Rakousko-Toskánská, členka toskánské větve Habsbursko-lotrinské dynastie († 17. září 1983)
  - Ödön Zombori, maďarský zápasník, zlato na OH 1936 († 29. listopadu 1989)
- 1907 – Maurice Blanchot, francouzský spisovatel († 20. února 2003)
- 1909
  - Martti Johannes Larni, finský spisovatel († 7. března 1993)
  - David Riesman, americký právník a sociolog († 10. května 2002)
- 1910 – Franciszek Dachtera, polský katolický kněz, mučedník, blahoslavený († 22. srpna 1944)
- 1912 – Han Mac Tu, vietnamský básník († 11. listopadu 1940)
- 1913 – Tibor Buday, slovenský geolog († 18. září 2001)
- 1918
  - Hans Scholl, německý student, antinacista († 22. února 1943)
  - Henryk Szeryng, polský houslový virtuóz († 3. března 1988)
- 1922
  - Wenceslaus Sarmiento, americký architekt († 24. listopadu 2013)
  - Jang Čen-ning, čínsko-americký fyzik, nositel Nobelovy ceny
- 1923 – Dannie Abse, velšský básník († 28. září 2014)
- 1924 – Rosamunde Pilcher, anglická spisovatelka († 6. února 2019)
- 1929 – Carlo Ubbiali, italský motocyklový závodník († 2. června 2020)
- 1930 – Antonio Saura, španělský malíř († 22. července 1998)
- 1931 – Fay Weldonová, anglická spisovatelka († 4. ledna 2023)
- 1932 – Algirdas Mykolas Brazauskas, první prezident Litvy († 26. června 2010)
- 1934 – Ornella Vanoni, italská zpěvačka
- 1938 – Dean Reed, americký zpěvák, písničkář, herec, režisér, scenárista a politický aktivista († 13. června 1986)
- 1939
  - Rudolf Flotzinger, rakouský muzikolog
  - Džunko Tabei, japonská horolezkyně, první žena na Mount Everestu († 20. října 2016)
- 1940 – Anna Karina, dánsko-francouzská herečka († 14. prosince 2019)
- 1941 – Murray Bail, americká folková zpěvačka, písničkářka
- 1942
  - Anton Straka, slovenský spisovatel a básník († 17. března 2012)
  - Mike Patto, anglický hudebník († 4. března 1979)
  - Rubén Salazar Gómez, kolumbijský kardinál
- 1943 – George Benson, americký jazzový kytarista, a zpěvák
- 1949 – Suzanne Ford, americká herečka
- 1951 – David Coverdale, anglický hardrockový hudebník (Whitesnake)
- 1953 – Tomasz Wójtowicz, polský volejbalista († 24. října 2022)
- 1956 – David Krakauer, americký klarinetista
- 1957
  - Refat Čubarov, vůdce Krymských Tatarů
  - Nick Cave, australský hudebník
- 1958
  - Andrea Bocelli, italský tenor
  - Joan Jett, americká hudebnice
- 1959 – Saul Perlmutter, americký astrofyzik, Nobelova cena 2011
- 1964 – Vladimír Weiss st., slovenský fotbalový trenér
- 1966
  - Erdoğan Atalay, německý herec, známý ze seriálu "Kobra 11"
  - Mike Richter, americký lední hokejový brankář
- 1974 – Bob Sapp, americký wrestler
- 1976
  - Sala Baker, novozélandský herec a kaskadér
- 1982 – Maarten Stekelenburg, nizozemský fotbalista
- 1989
  - Sabine Lisická, německá tenistka
  - Béatrice Martinová (Cœur de pirate), kanadská zpěvačka

## Úmrtí

### Česko
- 1421 – Oldřich IV. Vavák z Hradce, šlechtic na straně Jana Žižky během husitských válek (* ?)
- 1788 – Václav Schanza, teolog, rektor univerzity v Brně (* 1746)
- 1862 – Ferdinand Břetislav Mikovec, dramatik a básník (* 23. prosince 1826)
- 1888 – Wenzel Weber, rakouský a český duchovní a politik německé národnosti (* 4. prosince 1824)
- 1901 – Karl von Limbeck, český právník a politik německé národnosti (* 16. září 1818)
- 1913 – Václav Kredba, pedagog (* 7. března 1834)
- 1938 – Otakar Kodeš, český učitel a vlastenec (* 3. června 1904)
- 1943 – František Bařina, opat a politik (* 27. ledna 1863)
- 1970 – Vojtěch Jarník, matematik (* 22. prosince 1897)
- 1971 – Josef Otto Novotný, novinář, editor a překladatel (* 1. února 1894)
- 1980 – Bohuš Záhorský, herec (* 5. února 1906)
- 1986 – Jan Merell, římskokatolický teolog, biblista (* 10. května 1904)
- 2007 – Milan Lukeš, český historik, překladatel a politik (* 14. prosince 1933)
- 2008 – Milan Adam, revmatolog a odborník v oboru biochemie pojivových tkání (* 28. května 1928)
- 2009 – Antonín Huvar, kněz, pedagog a spisovatel (* 23. července 1922)
- 2021 – Libuše Billová, herečka (* 5. května 1934)

### Svět
- 1072 – Ou-jang Siou, čínský státník, historik, učenec a básník (* 1007)
- 1158 – Ota z Freisingu, biskup ve Freisingu a středověký kronikář (* 1112)
- 1345 – Jindřich z Lancasteru, anglický šlechtic a hrabě (* 1281)
- 1253 – Dógen Zendži, japonský zenový mistr (* 19. ledna 1200)
- 1408 – Jan VII. Palaiologos, byzantský císař (* 1370)
- 1482 – Filibert I. Savojský, savojský vévoda (* 17. srpna 1465)
- 1520 – Selim I., osmanský sultán (* 10. října 1465)
- 1554 – Francisco Vásquez de Coronado, španělský conquistador (* 1510)
- 1578 – Václav Habsburský, syn císaře Maxmiliána II. (* 9. března 1561)
- 1607 – Alessandro Allori, italský manýristický malíř (* 31. května 1535)
- 1685 – Ignazio Albertini, italský houslista a hudební skladatel (* ? 1644)
- 1688 – François Bernier, francouzský lékař a cestovatel (* 25. září 1620)
- 1709 – Ivan Mazepa, ukrajinský hejtman (* 1639)
- 1737 – Francesco Mancini, italský hudební skladatel (* 1672)
- 1774 – Klement XIV., papež (* 1705)
- 1808 – Marie Alžběta Habsbursko-Lotrinská, rakouská arcivévodkyně (* 1743)
- 1826 – Johann Peter Hebel, německý spisovatel, teolog a pedagog (* 10. května 1760)
- 1828 – Šaka, král a sjednotitel Zuluů (* 1758)
- 1837 – William George Horner, britský matematik (* 1786)
- 1839 – Pavel Chong Ha-sang, korejský křesťanský aktivista a světec (* 1795)
- 1848 – James Dunlop, australský astronom (* 31. října 1793)
- 1850 – Johann Heinrich von Thünen, německý ekonom, geograf a statkář (* 24. června 1783)
- 1873 – August Breithaupt, německý mineralog (* 18. května 1791)
- 1902
  - Andrew Joseph Russell, americký fotograf (* 20. března 1830)
  - Augustin Alexis Damour, francouzský mineralog (* 19. července 1808)
- 1905
  - Thomas Barnardo, britský zakladatel dětských domovů (* 4. července 1845)
  - Célestine Galli-Marié, francouzská mezzosopranistka (* listopad 1840)
- 1908 – Jacob Jonathan Aars, norský filolog (* 12. července 1837)
- 1921 – Ivan Vazov, bulharský spisovatel (* 27. června 1850)
- 1932 – Saxton Payson, americký esperantský spisovatel (* 26. září 1842)
- 1942
  - Jindřich Čoupek, voják a příslušník výsadku Bivouac (* 2. února 1918)
  - Oldřich Pechal, zahraniční voják, výsadkář (* 12. května 1913)
- 1944 – Josef Kholl, generál, bojovník proti nacismu (* 22. července 1914)
- 1952 – Kaarlo Juho Ståhlberg, prezident Finska (* 28. ledna 1869)
- 1956 – Frederick Soddy, anglický radiochemik, nositel Nobelovy ceny (* 1877)
- 1960 – Melanie Kleinová, rakouská psychoanalytička (* 30. března 1882)
- 1966 – Frank Lentini, muž se třema nohama (* 18. dubna 1881)
- 1970
  - Tadeusz Manteuffel, polský historik (* 5. března 1902)
  - Janko Alexy, slovenský spisovatel, malíř a publicista († 1894)
- 1979
  - Charles Ehresmann, francouzský matematik (* 19. dubna 1905)
  - Otto Frisch, rakouský fyzik (* 1. října 1904)
- 1985 – Ernest Nagel, americký filozof, logik a teoretik (* 1901)
- 1987 – Lajos Gogolák, maďarský historik (* 18. března 1910)
- 1989 – Irving Berlin, americký hudební skladatel (* 1888)
- 1999 – George C. Scott, americký herec, režisér a producent (* 1927)
- 2000 – Jehuda Amichai, německo-izraelský básník (* 1924)
- 2001 – Isaac Stern, houslový virtuóz (* 1920)
- 2002 – Jan de Hartog, nizozemský spisovatel a dramatik (* 22. dubna 1914)
- 2005 – Annemarie Heinrich, německo-argentinská fotografka (* 9. ledna 1912)
- 2007
  - Marcel Marceau, francouzský mim a herec (* 1923)
  - André Gorz, francouzský sociální filozof (* 9. února 1923)
- 2011 – Aristides Pereira, první prezident Kapverd (* 17. listopadu 1923)
- 2013 – Álvaro Mutis, kolumbijský básník, prozaik a esejista (* 25. srpna 1923)
- 2014 – Alexej Jakovlevič Červoněnkis, sovětský a ruský matematik (* 7. září 1938)
- 2021 – Roger Michell, anglický divadelní, filmový a televizní režisér, narozený v Jihoafrické republice (* 5. června 1956)

## Svátky

### Česko
- Darina
- Garika
- Gerda, Gertruda
- Jimram
- Moris, Mořic, Moric, Mauricius, Maurus
- Ondřejka
- Justýna
- Damián

### Svět
- Světový den slonů (slaví se dvakrát ročně, 12. srpna na počest afrických a 22. září na počest slonů asijských)
- Mali: Den nezávislosti
- Evropa: Den bez aut, Evropský den jazyků
- OneWebDay: Den života on-line
- Madness Day

Katolický kalendář
- svatý Tomáš z Villanovy

## Pranostiky

### Česko
- Na svatého Mořice nesej pšenice – bude samá metlice!
- Je-li jasno na den svatého Mauricia, bude v zimě mnoho větrů.

| 22. září v pražském KlementinuÚdaje jsou platné k 29. 4. 2025. | 22. září v pražském KlementinuÚdaje jsou platné k 29. 4. 2025. | 22. září v pražském KlementinuÚdaje jsou platné k 29. 4. 2025. |
| minimum                                                        | denní průměr                                                   | maximum                                                        |
| -------------------------------------------------------------- | -------------------------------------------------------------- | -------------------------------------------------------------- |
| 2,4 °C (1915)                                                  | 14,6 °C (od 1961)                                              | 29,2 °C (2003)                                                 |